# 함몰 (지질학)

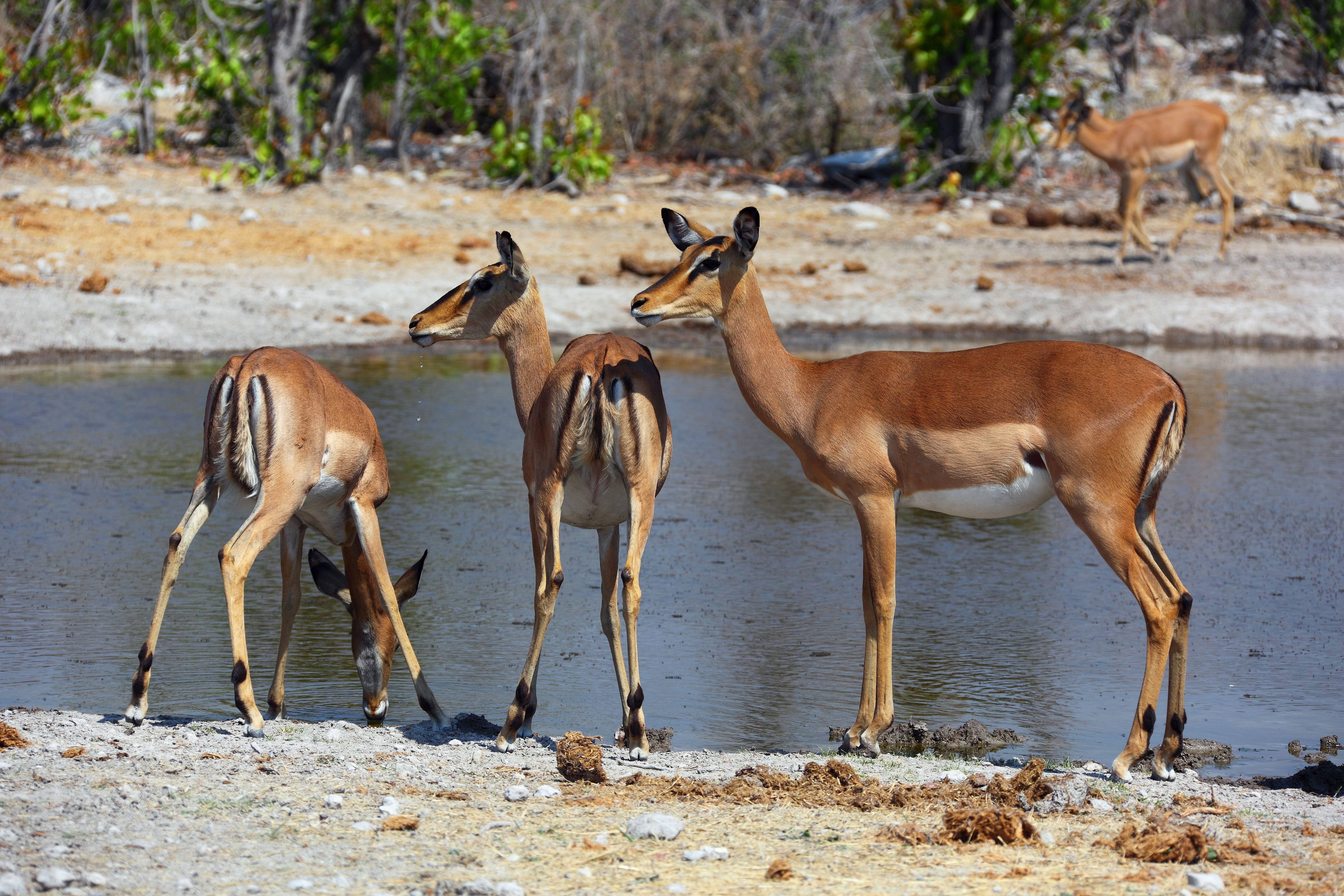
물웅덩이는 물이 고이고 동물들이 물을 마시러 오는 자연적인 함몰지다.

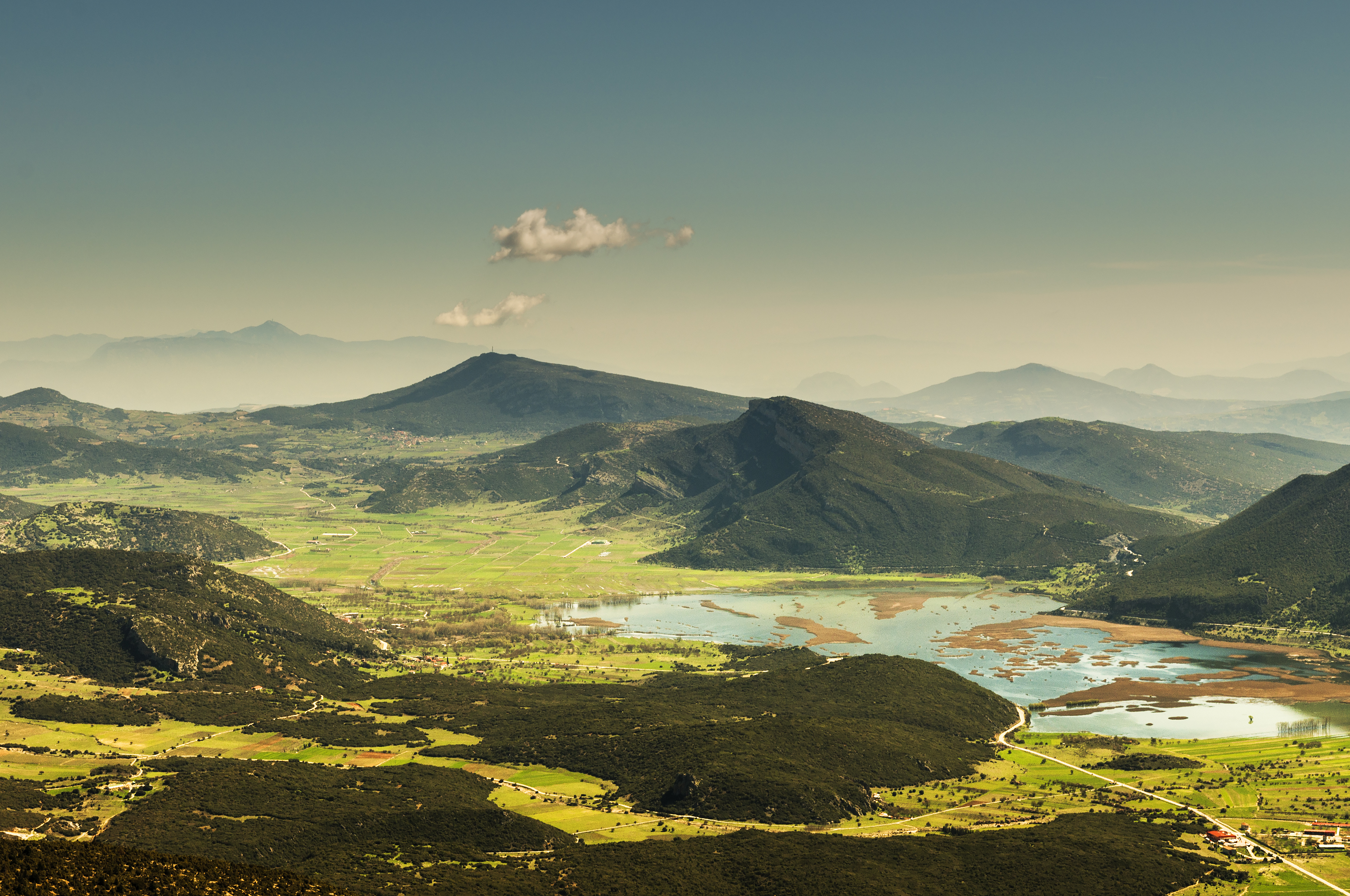
카르스트 지형이 스팀팔리아 (그리스)의 막힌 영구적 호수와 함께 형성된 모습. 다량의 계절강수량이 3개의 싱크홀에 의해 배수되는 특징.

지질학에서 함몰지는 주변 바닥보다 아래로 가라 앉거나 움푹 들어간 지형이다. 함몰지는 다음과 같은 다양한 원인에 의해 형성된다.
침식 관련:
- 분출(Blowout): 부분적 초목이 있는 사구 생태계 또는 건조한 토양에서 풍식으로 형성된 함몰지다 (예: 빙하 후 황토환경).[1]
- 빙하곡: 빙하의 침식에 의해 형성된 함몰지.
- 하곡 : 강물에 의한 하식 작용으로 생긴 함몰지.
- 지반의 붕괴로 인해 침하 관련 (예: 카르스트 지형의 싱크홀).
- 내륙유역 : 일반적인 내부유역의 함몰지. 이는 지속적이거나 간헐적인(계절적인) 호수, 소금 평원 (일시호수 또는 플라야 호수) 또는 건헐호를 동반한다.
- 나마: 평평하거나 완만하게 경사진 점착성 암석에 풍화된 분지 또는 얕은 함몰지.[2]

붕괴 관련:
- 싱크홀: 움푹 패인 곳 위에 있는 암석의 붕괴로 생긴 함몰. 카르스트 지형에서 흔히 볼 수 있다.
- 케틀호: 종퇴석안의 빙하 잔해가 녹아 만들어진 얕고 침전물로 가득한 웅덩이다.[3]
- 더어모카르스트 구덩이: 영구동토층의 해빙때문에 지반의 부피가 감소하여 발생한다.

충돌 관련:
- 충돌 분화구: 충돌에 의해 생성된 함몰지 (예: 운석 분화구)

퇴적물 관련:
- 퇴적분지: 퇴적학에서는 이를 퇴적물의 무게로 인해 이미 퇴적물에 두껍게 쌓인 지역의[1] 바닥이 더욱 가라앉는 현상으로 정의한다.

구조(structural or tectonic) 관련:
- 구조분지 : 향사와 같은 함몰부. 이는 구조적 곡강 또는 하향 요곡으로 예를 들어 하와이 트로프 같이 지각평형 (아이소스타시, Isostasy) 때문이거나 칠레 중앙 계곡 같이 섭입에 의해 생성된 지역이다.
- 지구(그라벤) 또는 지구대 (리프트 밸리): 팽팽한 구조력이 작용하는 지역에서 균열이 생겨 발생하는 함몰 또는 분지.
- 당겨열림분지는 주향이동의 오프셋 또는 변환 단층에 의해 생성된다 (예: 사해 지역).
- 해양 해구: 해저에 있는 깊은 직선의 함몰지. 이는 해양지각 또는 대륙지각 아래에 있는 해양지각의 섭입(한 지각판이 다른 판 아래로 밀리는 경우)에 의해 발생한다.
- 빙상에 의해 형성된 분지: 빙하기 후 반동 중 녹은 얼음인 빙상의 무게에 의해 음푹 패인 영역.[4]

화산활동 관련:
- 칼데라: 화산 폭발에 따른 붕괴로 인한 화산함몰.[5]
- 피트 크레이터(Pit crater): 칼데라보다 작은 화산함몰.
- 마르(Maar): 마그마 수증기 폭발이나 화도 폭발로 생긴 함몰부.

## 같이 보기
- 해발아래있는호수 (Cryptodepression)
- 해발 고도보다 낮은 육지의 장소 목록
- 포노르